# Ulysses 31
Ulysses 31 és una sèrie d'anime francojaponesa de 1981 que recrea L'Odissea d'Homer al segle XXXI, creada per Tokyo Movie Shinsha i DiC Entertainment. Els personatges principals són Ulisses i el seu fill Telèmac, el seu robot mascota i una jove extraterrestre.
A Catalunya es va estrenar en català per TV3 el 10 d'octubre de 1992.

## Argument
Ulisses, comandant de la nau Odisseu, viatja fins al cau del gran Ciclop i el mata per rescatar un grup de nens presoners, entre els quals també hi ha al seu fill, Telèmac. Però amb aquest acte de valentia desperta la ira dels déus, que el castiguen per haver desobeït la prohibició per salvar el seu fill. Zeus, obligat pel venjatiu Posidó, el condemna a viatjar per l'univers de l'Olimp fins que trobi el regne d'Hades, un planeta perdut, i pugui, així, reviure la seva tripulació, que roman hibernada. Fet això li serà permès tornar a la Terra i descansar. En el viatge troben nombroses criatures mitològiques.

## Personatges principals
- Ulisses: personatge principal i capità de l'Odisseu.
- Telèmac: fill d'Ulisses i segon de bord durant la majoria del trajecte. Amic i protector de Thais.
- Thais: del planeta blanc Zotra. La seva pell és de color blau i té poders telepàtics. El seu germà Numaios resta en hibernació juntament amb la resta de la tripulació. En els continguts dels DVD editats a Espanya apareix com a Yumi.
- Nono: petit robot menjador de rosques, company de Telèmac.
- Shirka: l'ordinador principal de l'Odisseu.

## Guia d'episodis
| Episodi | Títol                      | Títol                | Títol                     |
| Episodi | França                     | Japó                 | (català)                  |
| ------- | -------------------------- | -------------------- | ------------------------- |
| 1       | Le Cyclope                 | シクロープ           | El cíclop                 |
| 2       | La Planète perdue          | 失われた惑星         | El planeta perdut         |
| 3       | Éole                       | エオール             | Èol                       |
| 4       | Hératos                    | エラトス             | Heratos                   |
| 5       | Le Sphinx                  | スフィンクス         | L'esfinx                  |
| 6       | Les Lestrygons             | レストリゴン         | Els lestrígons            |
| 7       | Sisyphe                    | シジフォス           | Sísif                     |
| 8       | Les Fleurs sauvages        | 野生の花             | Les flors salvatges       |
| 9       | Chronos                    | クロノス             | Cronos                    |
| 10      | La Révolte des Compagnons  | コンパニオンの反乱   | La revolta dels companys  |
| 11      | Le Fauteuil de l'oubli     | 忘却の椅子           | La cadira de l'oblit      |
| 12      | Charybde et Scylla         | カリブデとシーラ     | Escil·la i Caribdis       |
| 13      | La Deuxième Arche          | ダブル惑星           | La segona arca            |
| 14      | Circé la magicienne        | シルセ               | Circe, la maga            |
| 15      | Le Labyrinthe du Minotaure | ミノタウロス         | El laberint del minotaure |
| 16      | Les Sirènes                | シレーヌ             | Les sirenes               |
| 17      | Le Magicien noir           | ブラック・マジシャン | El mag negre              |
| 18      | Le Marais des doubles      | 第２の箱船           | El pantà dels dobles      |
| 19      | Nerée                      | ネレー               | Nereu                     |
| 20      | Atlas                      | アトラス             | Atles                     |
| 21      | Les Révoltés de Lemnos     | レムノスの反逆者     | Les revoltes de Lemnos    |
| 22      | La Cité de Cortex          | 機械惑星             | La ciutat de Còrtex       |
| 23      | Calypso                    | カリプソ             | Calipso                   |
| 24      | Ulysse rencontre Ulysse    | ユリス対ユリス       | Ulisses troba Ulisses     |
| 25      | Les Lotophages             | ロトファージュ       | Els lotòfags              |
| 26      | Le Royaume d'Hadès         | アデス               | El regne d'Hades          |